# 1130
| [ Edytuj tabelę ]          |                                                                                         |
| Książę Polski              | - 1102 Bolesław Krzywousty 1138                                                         |
| Król Angkoru               | - 1113 Surjawarman II 1150                                                              |
| Król Anglii                | - 1100 Henryk I 1135                                                                    |
| Król Aragonii i Nawarry    | - 1104 Alfons I Waleczny 1134                                                           |
| Hrabia Barcelony           | - 1082 Rajmund Berengar III Wielki 1131                                                 |
| Książę Bawarii             | - 1126 Henryk X Pyszny 1139                                                             |
| Książę Burgundii           | - 1102 Hugo II 1143                                                                     |
| Cesarz Bizancjum           | - 1118 Jan II Komnen 1143                                                               |
| Cesarz Chin                | - 1127 Song Gaozong 1162                                                                |
| Książę Czech               | - 1125 Sobiesław I 1140                                                                 |
| Król Danii                 | - 1104 Niels Stary 1134                                                                 |
| Władca Egiptu              | - 1101 Al-Amir 1130 - 1130 Al-Hafiz 1149                                                |
| Król Francji               | - 1108 Ludwik VI Gruby 1137                                                             |
| Król Gruzji                | - 1125 Dymitr I 1156                                                                    |
| Hrabia Holandii            | - 1121 Dirk VI 1157                                                                     |
| Cesarz Japonii             | - 1123 Sutoku 1141                                                                      |
| Kalif                      | - 1118 Al-Mustarszid 1135                                                               |
| Król Kastylii              | - 1126 Alfons VII 1157                                                                  |
| Wielki książę Kijowa       | - 1125 Mścisław I Harald 1132                                                           |
| Patriarcha Konstantynopola | - 1111 Jan IX Agapet 1134                                                               |
| Władca Korei               | - 1122 Injong 1146                                                                      |
| Państwo Almorawidów        | - 1106 Ali ibn Jusuf 1143                                                               |
| Król Norwegii              | - 1103 Sigurd I Krzyżowiec 1130 - 1130 Harald IV Gille 1136 - 1130 Magnus IV Ślepy 1135 |
| Książę Obodrzyców          | - 1129 Kanut Lavard 1131                                                                |
| Hrabia Palatynatu          | - 1129 Wilhelm z Ballenstadt 1139                                                       |
| Papież                     | - 1124 Honoriusz II 1130 - 1130 Innocenty II 1143                                       |
| Hrabia Portugalii          | - 1112 Alfons I Zdobywca 1139                                                           |
| Sułtan Rumu                | - 1116 Masud I 1156                                                                     |
| Książę Rusi halickiej      | - 1124 Iwan I 1141                                                                      |
| Książę Saksonii            | - 1127 Henryk II Pyszny 1138                                                            |
| Sułtan Wielkich Seldżuków  | - 1118 Ahmad Sandżar 1157                                                               |
| Król Szkocji               | - 1124 Dawid I Szkocki 1153                                                             |
| Król Szwecji               | - 1125 Ragnvald Okrągłogłowy i Magnus Nilsson 1130 - 1130 Swerker I Starszy 1156        |
| Doża Wenecji               | - 1117 Domenico Michiel 1130 - 1130 Pietro Polani 1148                                  |
| Król Węgier                | - 1116 Stefan II 1131                                                                   |

Rok 1130 / MCXXX
stulecia: XI wiek ~
XII wiek ~
XIII wiek

lata: 1120 «
1125 «
1126 «
1127 «
1128 «
1129 «
1130
» 1131
» 1132
» 1133
» 1134
» 1135
» 1140

## Wydarzenia w Polsce
- sojusz Bolesława III z Magnusem.
- wyprawa polsko-duńska na Pomorze. Opanowanie Rugii.

## Wydarzenia na świecie
- 14 lutego – podwójna elekcja papieża Innocentego II i Anakleta II.
- Powstanie Królestwa Sycylii, Roger II jako jego król.
- 25 grudnia – koronacja Rogera II na króla Sycylii.

## Urodzili się
- 18 października – Zhu Xi, chiński filozof z okresu dynastii Song, uważany za głównego przedstawiciela neokonfucjanizmu (zm. 1200)

- Data dzienna nieznana: 
  - Gedko – biskup krakowski (zm. 1185)
  - Mikołaj z Verdun – francuski artysta (zm. 1205)
  - Otton I brandenburski – margrabia brandenburski (zm. 1184)
  - Richard de Clare – angielski możnowładca, 2. hrabia Pembroke (zm. 1176)
  - Tybald V Dobry – młodszy syn Tybalda II (zm. 1191)
  - Sobiesław I Gdański – pierwszy przedstawiciel dynastii Sobiesławice (zm. ok. 1177/1179)
  - Mychitar Gosz –  ormiański duchowny, myśliciel i pisarz (zm. 1213)
  - Baldwin III Jerozolimski – król Jerozolimy (zm. 1163)
  - Jarosław Ośmiomysł – książę halicki (zm. 1187)
  - Cyryl Turowski – prawosławny biskup turowski (zm. 1183)

## Zmarli
- 13 lutego – Honoriusz II, papież (ur. ?)
- 26 marca – Sigurd I Krzyżowiec, król Norwegii (ur. ok. 1090)
- 3 listopada – Berard z Marsi, włoski benedyktyn, kardynał, biskup Marsi, błogosławiony (ur. 1079 lub 1080)

- Data dzienna nieznana: 
  - Alderico – włoski kardynał (ur. ?)
  - Boemund II – książę Antiochii (ur. 1108)
  - Piotr I – duchowny katolicki kościoła maronickiego (ur. ?)
  - Małgorzata Fredkulla – królowa Danii (ur. 1080/1085)
  - Adolf I Holsztyński – hrabia szauenburski i holsztyński (ur. ?)
  - Inge II Młodszy – król Szwecji (ur. ?)